# Vlierveengronden
Een vlierveengrond is een bodemtype binnen het Nederlandse systeem van bodemclassificatie dat behoort tot de rauwveengronden. Het zijn veengronden zonder bodemvorming en zonder een minerale bovenlaag van zavel, klei of zand. De grond is echter niet slap en nat zoals vlietveengronden. Bij een veraarde bovengrond is er sprake van een eerdveengrond.
Vlierveengronden worden voornamelijk aangetroffen in niet-afgegraven, ontwaterd hoogveen in Zuidoost-Drenthe, in de Engbertsdijksvenen en in De Peel.

## Etymologie
De naam 'vlierveengronden' is afgeleid van vlier of vledder, een Noord-Nederlands toponiem voor slecht ontwaterd grasland.

## Schematische profielbeschrijving
De onderstaande tabel omvat een schematische uiteenzetting van het bodemprofiel van een vlierveengrond.
| Horizont | Diepte  | Omschrijving |
| -------- | ------- | --- |
| Ah       | 0–5 cm  | heideplag |
| Cu1      | 5–60 cm | bolster; donkerbruin geoxideerd, niet-veraard jong veenmosveen                                                               |
| Cu2      | > 60 cm | zwart, geoxideerd, iets verweerd oud veenmosveen, naar onderen steeds meer gereduceerd; op circa 1,80 m bevindt zich dekzand |